# Clavella singularis
Clavella singularis is een eenoogkreeftjessoort uit de familie van de Lernaeopodidae. De wetenschappelijke naam van de soort is voor het eerst geldig gepubliceerd in 2009 door Castro & Gonzalez.